# Pješčana dina
Pješčana dina ili pješčana sipina je uzvisina koja je nastala nakupljanjem pijeska koji nanosi vjetar. Dine nastaju kod nazočnosti pijeska i nedostatku biljnog pokrova, uglavnom u suhim područjima, ali također se mogu pojaviti i u vlažnim područjima gdje je uklonjena ili ne postoji vegetacija.

## Nastanak dina
Nastanak dina se može objasniti poučkom kojeg je otkrio Hermann von Helmholtz: "pri gibanju čestica fluida medija različitih gustoća jednog pored drugog, dolazi do nastanka vala u obliku granične plohe." Dine mogu dosegnuti do znatnih dimenzija i debljina, a valovi na površini obično imaju tek nekoliko centimetara, uz proširenje u rasponu decimetra.

## Područja dina
Područja u svijetu gdje se nalaze dine općenito se podijeljene prema klimatskim zonama ili po posebnim slučajima:
- dine u tropskim i suptropskim pustinjama i polupustinjama
- dine u vlažnim klimatskim područjima
- dine hladne pustinje i tundre
- plaža ili obalna dina

## Vrste dina
U geomorfologiji može se razlikovati između različitih vrsta dina ovisno o različitim smjerovima i brzini vjetra, debljine vegetacijskog pokrova i količine dotoka pijeska.
Unatoč svim redovitim oblicima neravnomjerne dine spadaju među najčešće oblike. Uzroci su različiti. 
Među najviše dine u svijetu spadaju s preko od 200 m visine sipine u pustinji Namib u namibijskom nacionalnom parku Namib-Naukluft. Južno od pustinje Gobi najviši vrh dime je Biluthu s gotovo 520 m visine. Vjerojatno je stabilizirana od vlage iz tla. Istodobno tamo se i nalaze najstarije dine u svijetu. Pretpostavlja se da su temelji tih dina stare oko 5 000 godina. Smatraju se turističkim atrakcijama.
Rub Al-Chali je najveća pješčana pustinja na svijetu. Tamo pješčane dime pokrivaju površinu od 500.000 kvadratnih kilometara, a dina Tel Moreeb doseže visinu i do 300 metara
Najveća putujuća dina Europe je Dune du Pyla s trenutno 117 metra visine, a nalazi se u Francuskoj 60 km od Bordeauxa. Velike dine se nalaze Litvi kod Nide i u Nacionalnom parku Slowinski u Poljskoj s 42 m. U Danskoj postoje velike pješčane dine kao primjerice Råbjerg Mile.

## "Pjevanje" dina
Pojava pjevajućih dina postoji u gotovo svim pustinjama svijeta. Zvuk nastaje zbog sklizajućeg pijeska. Može čuti na više od 10 milja i trajati do 15 minuta.

## Poveznice
- Erg

## Vanjske poveznice
- The song of dunes as a wave-particle mode locking  Arhivirana inačica izvorne stranice od 28. prosinca 2011. (Wayback Machine)
- Vrte dina[neaktivna poveznica]